# Francavilla d’Ete

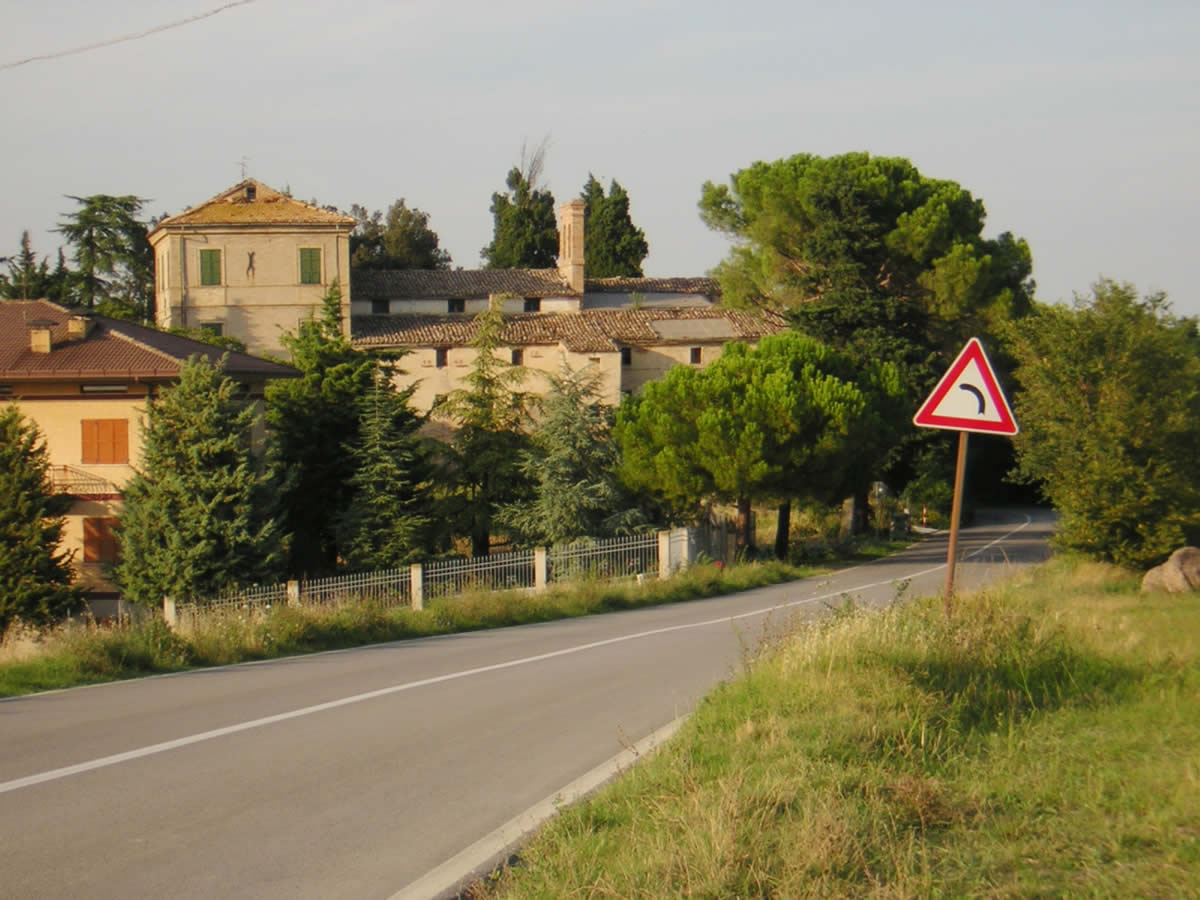
Felder vor Francavilla d’Ete

Francavilla d’Ete (im lokalen Dialekt: Francaìlla) ist eine italienische Gemeinde (comune) mit 901 Einwohnern (Stand 31. Dezember 2023) in der Provinz Fermo in den Marken. Die Gemeinde liegt etwa 15 Kilometer westnordwestlich von Fermo am Ete Morto und grenzt unmittelbar an die Provinz Macerata.